# Julien (nom de famille)
Pour les articles homonymes, voir Julien.
Cette page présente le nom de famille Julien ainsi que ses variantes.
Julien est un nom de famille français.

## Étymologie
Le patronyme Julien vient du prénom Julien.

## Personnalités portant ce patronyme
- Aimable Julien (1810-1880), homme politique français ;
- André Julien (1927-1998), acteur français ;
- Anne-Sophie Julien (née en 1986), skateboarder, mannequin, animatrice et actrice et professeur à l'académie st-terrese ;
- Antoine Brémond-Julien (1759-1792), aéronaute et homme politique pendant la Révolution française ;
- Bernard-Romain Julien (1802-1871), artiste lithographe français ;
- Charles-André Julien (1891-1991), historien spécialiste de l’Afrique du Nord ;
- Charles Henri Armand Julien (1764-1836), homme politique français  ;
- Christina Julien (né en 1988), footballeuse canadienne ;
- Christophe Julien (né en 1972), compositeur français ;
- Claude Julien  ;
- Comte Julien, gouverneur byzantin de Ceuta, artisan de la Conquête musulmane de la péninsule Ibérique ;
- Danielle Julien (née en 1944), critique littéraire et écrivaine française ;
- Denyse Julien (née en 1960), joueuse de badminton canadienne ;
- Franck Julien (né en 1964), homme politique monégasque ;
- Guillaume Julien (XIIIe siècle-1316), orfèvre français ;
- Gustave Julien (1870-1936), un des fondateurs de l'Académie malgache et gouverneur des Établissements Français de l’Océanie ;
- Guy Julien (né en 1945), homme politique canadien au Québec ;
- Jean Julien, dit « Julien de Toulouse », (1750-1828), personnalité politique de la Révolution française ;
- Jean Julien (1888-1974), artiste peintre français (état-civil complet : Jean Pierre Julien) ;
- Keston Julien (né en 1998), footballeur trinidadien ;
- Louis Julien  ;
- Louise Julien (1815-1853), ouvrière, poétesse et quarante-huitarde française.
- Marcel Julien (1898-1944), résistant français du camp Didier ;
- Oscar Nilsson-Julien (né en 2002), coureur cycliste franco-britannique ;
- Pierre-André Julien (né en 1939), économiste québécois ;
- Pierre Julien (1731-1804), sculpteur néo-classique français ;
- Pierre-Alphonse Julien (1838-1904), géologue français ;
- Raymond Julien (1913-2016), homme politique français ;
- René-François Julien (1793-1871), avocat et homme politique français ;
- Simon Julien (1735-1800), peintre français, grand prix de Rome en 1760.